# Janvier (Kaprálová)
Leden
Pour les articles homonymes, voir Janvier (homonymie).
Janvier est une mélodie pour soprano, piano, flûte, deux violons et violoncelle de la compositrice tchèque Vítězslava Kaprálová en 1933.

## Contexte et création
Vítězslava Kaprálová écrit Janvier en 1933 sur un texte de Vítězslav Nezval. L'association de la voix et de l'ensemble de musique de chambre laisse planer l'ombre du Quatuor à cordes et baryton de son père Václav Kaprál.

## Analyse
La tonalité est celle de do mineur élargie. Quant à la forme, elle se rapproche de la forme tripartite A-B-A'. L'écriture de la compositrice se fait plus linéaire dans cette mélodie. Les instruments entre dans les premières mesures d'introduction avec la flûte, les violons et le violoncelle. Les instruments exprime d'abord leur motif en solo avant d'aller sur des notes longues. Lorsque la voix entre, elle n'est accompagnée que du piano, puis la tonalité de si mineur prend place avec le retour des cordes et de la flûte. La première section se clôt sur une demi-cadence suspensive qui précède un interlude instrumental reposant sur des triolets et des accords de quartes au clavier. La deuxième section présente un nouveau matériau mélodique ainsi qu'une atmosphère impressionniste. La strophe centrale est accompagnée d'harmoniques au violon. Une touche de lumière sur les mots « cents cierges au dessus de l'orgue »  tranche avec les accords pesants du piano et le style grave et déclamatoire du chant. S'ensuit un second interlude qui ramène le motif ascendant de la première strophe et qui est joué aux cordes. La voix redevient alors angoissante sur la troisième strophe. La fin de la mélodie présente cette fois un accord de do mineur avec une quarte lydienne ajoutée. La mélodie présente beaucoup de dissonances chromatiques grâce à différents procédés d'écriture : enharmonie, bitonalité, modulations impromptues, accords allant jusqu'à la treizième, tonalité progressive (en)...